# اچ‌ام‌اس کانفیانس (۱۸۱۴)
اچ‌ام‌اس کانفیانس (۱۸۱۴) (به انگلیسی: HMS Confiance (1814)) یک کشتی بود. این کشتی در سال ۱۸۱۴ ساخته شد.